# サンタ・マリーア・オエ
サンタ・マリーア・オエ（伊: Santa Maria Hoè）は、イタリア共和国ロンバルディア州レッコ県にある、人口約2,100人の基礎自治体（コムーネ）。

## 地理

### 位置・広がり
レッコ県南西部のコムーネ。県都レッコから南へ13km、コモから東南東へ24km、ミラノから北北東へ34kmの距離にある。

#### 隣接コムーネ
隣接するコムーネは以下の通り。
- カステッロ・ディ・ブリアンツァ
- コッレ・ブリアンツァ
- ラ・ヴァッレッタ・ブリアンツァ
- オルジャーテ・モルゴラ

### 気候分類・地震分類
気候分類では、zona E, 2596 GGに分類される。
また、イタリアの地震リスク階級 (it) では、zona 3 (sismicità bassa) に分類される。

## 行政

### 分離集落
サンタ・マリーア・オエには、以下の分離集落（フラツィオーネ）がある。
- Alduno, Bosco, Hoè, Tremonte